# Bistum Muranga
Das Bistum Muranga (lat.: Dioecesis Murangaensis) ist ein in Kenia gelegenes Bistum der römisch-katholischen Kirche mit Sitz in Murang’a. Es umfasst die Countys Murang’a und Kirinyaga und die ehemalige Division Gatanga des Distrikts Thika im heutigen Kiambu County.

## Geschichte
Papst Johannes Paul II. gründete es mit der Apostolischen Konstitution Quandoquidem aeternam  am 17. März 1983 aus Gebietsabtretungen des Bistums Nyeri und es wurde dem Erzbistum Nairobi als Suffragandiözese unterstellt.
Am 21. Mai 1990 wurde es Teil der Kirchenprovinz des Erzbistums Nyeri.

## Bischöfe von Muranga
- Peter J. Kairo (17. März 1983 – 21. April 1997, dann Bischof von Nakuru)
- Peter Kihara Kariuki IMC (3. Juni 1999 – 25. November 2006, dann Bischof von Marsabit)
- James Maria Wainaina Kungu (seit 4. April 2009)